# Рісвайлер
Рісвайлер (нім. Riesweiler) — громада в Німеччині, розташована в землі Рейнланд-Пфальц. Входить до складу району Рейн-Гунсрюк. Складова частина об'єднання громад Райнбеллен.
Площа — 16,81 км2. Населення становить 758 ос. (станом на 31 грудня 2020).

## Галерея

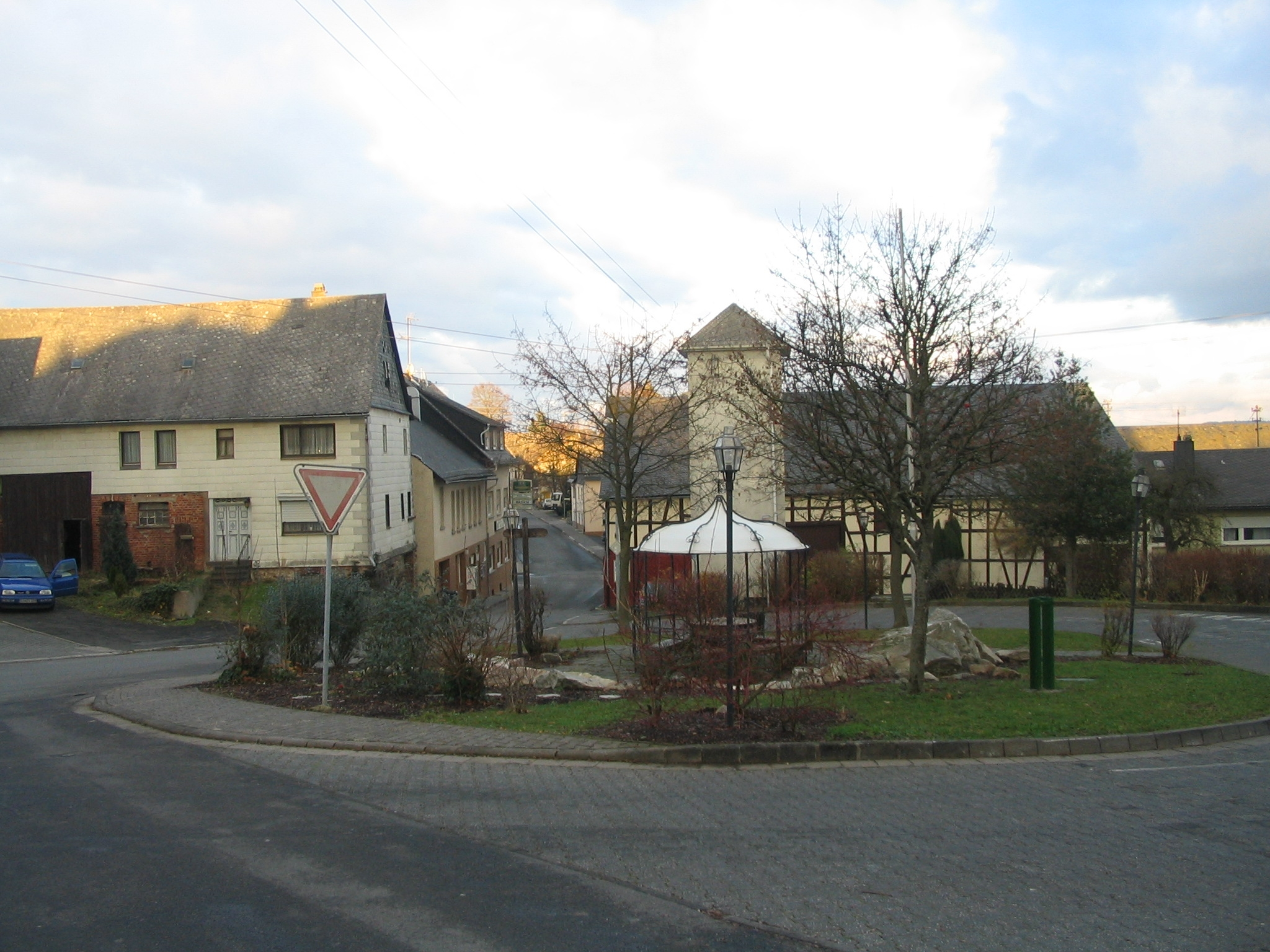
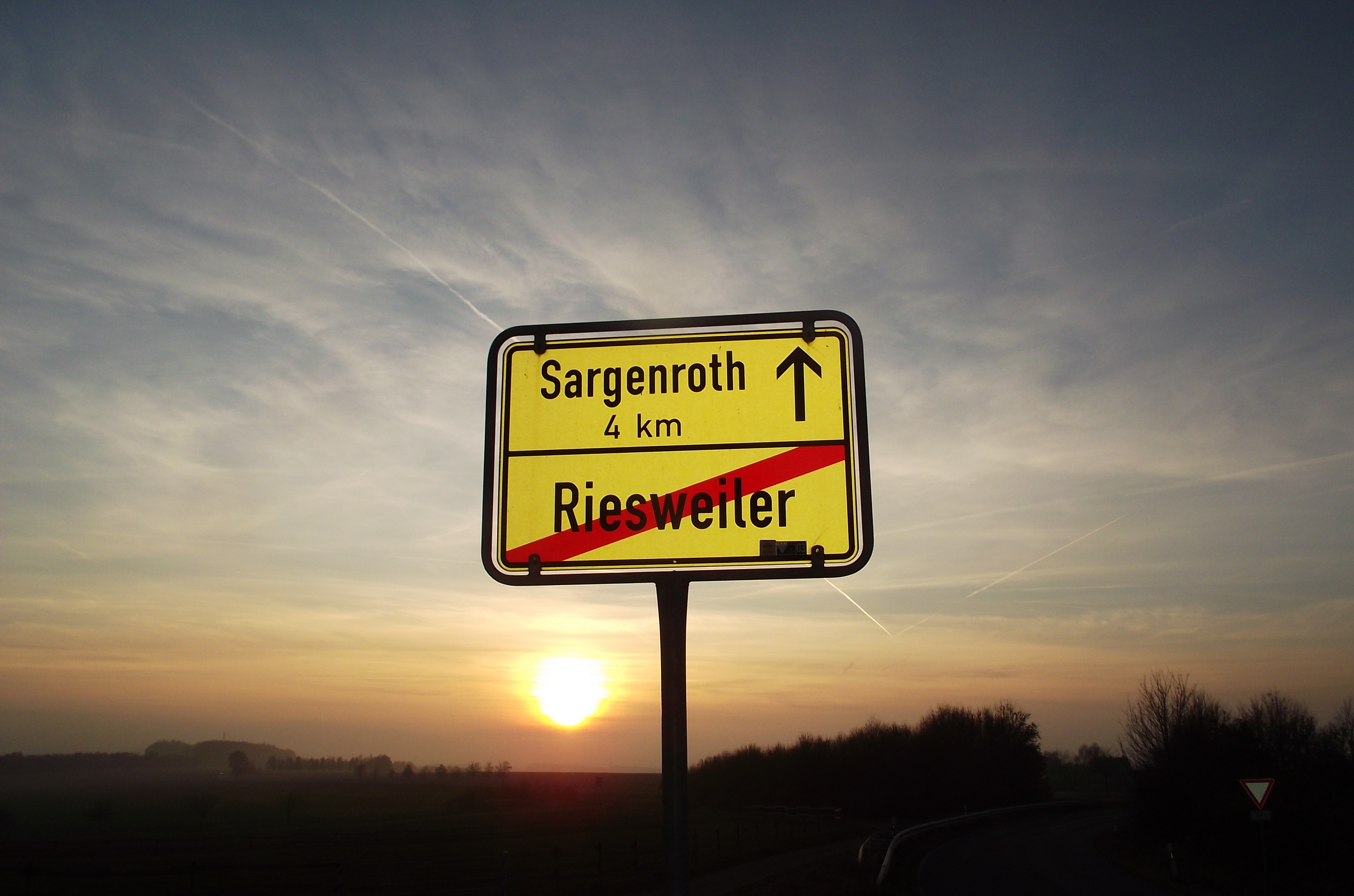